# Resolution 1747 des UN-Sicherheitsrates
Die Resolution 1747 des UN-Sicherheitsrates ist eine Resolution zum iranischen Atomprogramm, die der Sicherheitsrat der Vereinten Nationen am 24. März 2007 auf seiner 5647. Sitzung einstimmig angenommen hat. Die Resolution war von Frankreich, Deutschland und dem Vereinigten Königreich eingebracht worden.
Bei der Resolution handelt es sich um eine Resolution nach Kapitel VII der Charta der Vereinten Nationen, was bedeutet, dass ihre Einhaltung durch alle Mitgliedsstaaten der Vereinten Nationen durch Zwangsmaßnahmen durchgesetzt werden kann. Sie ist ein völkerrechtlich bindendes Dokument. Allerdings handelte der Sicherheitsrat im Rahmen des Artikels 41 der Charta und demzufolge sind im Rahmen der Resolution militärische Maßnahmen ausgeschlossen.
Der Sicherheitsrat berief sich bei seiner Entscheidung auf die Erklärungen seines Präsidenten vom 29. März 2006 (Dokument S/PRST/2006/15), sowie auf die Resolutionen 1696 (2006) vom 31. Juli 2006 und 1737 (2006) vom 23. Dezember 2006 und bestätigte die darin gemachten Entscheidungen, sowie seine Verpflichtung zugunsten des Atomwaffensperrvertrags und der Pflicht aller Unterzeichnerstaaten, diesen zu erfüllen, aber auch das Recht im Rahmen der Artikel I und II dieses Vertrages, ohne Einschränkungen Forschungen, Entwicklungen und die Produktion auf dem Gebiet nuklearer Energie zu friedlichen Zwecken zu betreiben.
Das Gremium stellte seine Besorgnis darüber fest, dass Iran nach dem Bericht des Direktors der Internationalen Atomenergieorganisation (IAEO) vom 22. Februar 2007 (Dokument GOV/2007/8) seinen Verpflichtungen nicht nachgekommen ist, die Resolutionen 1696 und 1737 zu erfüllen.
Die Resolution betont die Notwendigkeit, im Streit mit Iran politische und diplomatische Bemühungen zu unternehmen, um eine Verhandlungslösung herbeizuführen und begrüßt die diesbezüglichen Initiativen Chinas, Frankreichs, Deutschlands, des Vereinigten Königreiches, der Vereinigten Staaten, sowie des Hohen Vertreters für die Gemeinsame Außen- und Sicherheitspolitik der Europäischen Union und dass eine solche Lösung sicherstellen muss, dass das iranische Atomprogramm ausschließlich der friedlichen Nutzung der Atomenergie dient.
Der Sicherheitsrat berücksichtigte bei seiner Entscheidung die Resolution der IAEO (Dokument GOV/2006/14), nach der eine Lösung der Problematik mit dem iranischen Atomprogramm zur Nichtweiterverbreitung von Atomwaffen auch anderswo beitragen würde und auch dazu dient, den Mittleren Osten frei von Massenvernichtungswaffen zu halten.
Der Sicherheitsrat drückte explizit aus, fest entschlossen zu sein, Iran zur Befolgung der seiner Resolutionen 1696 und 1737 und der Entscheidungen der IAEO zu bringen und solange die iranische Fähigkeit, Entwicklungen auf nuklearem und waffentechnischem Gebiet einzuschränken, bis Iran diese Entscheidungen befolgt.

## Forderungen
Unter Artikel 41 des Kapitels VII der Charta der Vereinten Nationen
1. forderte der Sicherheitsrat Iran auf, unverzüglich die Maßnahmen zu ergreifen, die durch die IAEO in ihrer Resolution GOV/2006/14 angeordnet wurden und dass Iran unverzüglich auch Paragraph 2 der Resolution 1737 befolgt;
2. rief der Sicherheitsrat die Mitgliedsstaaten auf, wachsam hinsichtlich des Transportes von verbotenem Material über das jeweilige Staatsgebiet zu sein, diese zu unterbinden und das Komitee zur Überwachung des Embargos über solche Transporte zu informieren;
3. unterstrich das Gremium, dass humanitäre und religiöse Belange von den Beschränkungen ausgenommen bleiben;
4. entschied sich der Rat, dass die Punkte 12, 13, 14 und 15 der Resolution 1737 nicht nur für Iran, sondern auch eine Reihe von Individuen gültig sein soll, gemäß dem Anhang zur Resolution;
5. untersagte der Sicherheitsrat der Islamischen Republik Iran, Waffen und ähnliches Material an andere Staaten zu verkaufen und zu liefern;
6. verhängte der Sicherheitsrat ein Embargo für Panzer, gepanzerte Fahrzeuge, Kampfflugzeuge, Waffen der Artillerie, Kampfhubschrauber, Kriegsschiffe, Raketen und Raketensystemen, sowie die Schulung und die Gewährung oder Vermittlung von technischer, finanzieller und personeller Hilfe, die sich auf solche Güter beziehen;
7. rief das Gremium die Mitgliedsstaaten der Vereinten Nationen auf, mit Iran keine neuen Vereinbarungen über Finanzhilfen und Wirtschaftsabkommen einzugehen, es sei denn im Rahmen von humanitären oder Belangen der Entwicklungshilfe;
8. wird von allen Mitgliedsstaaten verlangt, innerhalb von 60 Tagen über die Schritte zu berichten, die hinsichtlich der vorgenannten Punkte unternommen wurden;
9. drückte der Sicherheitsrat seine Überzeugung aus, dass die Erfüllung von Paragraph 2 der Resolution 1737 und den Anforderungen der IAEO durch Iran zu einer Verhandlungslösung beiträgt, die Iran eine friedliche Nutzung der Atomenergie ermöglicht und dass eine solche vorteilhaft für Iran wäre;
10. begrüßte das Gremium die Initiative Chinas, Deutschlands, Frankreichs, der Russischen Föderation, des Vereinigten Königreiches und der Vereinigten Staaten und deren Verhandlungsvorschlag, die diese im Juni 2006 gemacht hatten (Dokument S/2006/521) und nahm dieses Dokument als Anlage II in die Resolution auf;
11. bekräftigte der Sicherheitsrat die Autorität der IAEO und die Führung der internationalen Atomenergieorganisation als maßgebliche hinsichtlich der Beurteilung ;
12. beauftragte der Sicherheitsrat den Generaldirektor der IAEO, innerhalb von sechzig Tagen dem Sicherheitsrat darüber Bericht zu erstatten, ob Iran seine Tätigkeiten gemäß der Resolution 1737 eingestellt und die weiteren Schritte unternommen hat, die durch die Resolution und die Anordnungen der IAEO verlangt worden waren;
13. bekräftigte der Sicherheitsrat, dass die Maßnahmen nach dieser Resolution ausgesetzt werden, sobald und solange Iran die Anordnungen der IAEO und durch die Resolution 1737 befolgt;
14. sicherte der Sicherheitsrat Iran zu, die erfolgten Schritte seitens Irans innerhalb von sechzig Tagen zu überprüfen und zu bewerten und gegebenenfalls einige der vorgenannten und in der Resolution 1737 festgelegten Maßnahmen auszusetzen, falls Iran die Anreichung nuklearen Materials wirklich und überprüfbar aussetzt und dies von der IAEO bestätigt wird und dass der Sicherheitsrat im gegenteiligen Falle weitere Maßnahmen unter Artikel 41 der Charta der Vereinten Nationen beschließen werde;
15. beschloss das Gremium weiterhin mit der Sache aktiv befasst zu bleiben.

Zu der Resolution gehören zwei Anhänge. Anhang I listet eine Reihe von Institutionen, Firmen und Einzelpersonen, welche nach Bestimmung 4 der Resolution von den Einschränkungen aufgrund der Punkte 12, 13, 14 und 15 der Resolution 1737 betroffen sind. Anhang II enthält den Entwurf einer Verhandlungslösung zwischen der Weltgemeinschaft und Iran über die Zusammenarbeit bei der Forschung, Entwicklung und Produktion friedlich genutzter Kernenergie und anderer strategischer Technologien.

## Nachwirken
Nach der Abstimmung verlas Emyr Jones Parry, der Abgesandte des Vereinigten Königreiches eine Erklärung, die mit China, Deutschland, Frankreich, der Russischen Föderation, den Vereinigten Staaten und dem Hohen Vertreter für die Gemeinsame Außen- und Sicherheitspolitik der Europäischen Union abgestimmt war. Darin wurde Iran kritisiert, die früheren Resolutionen des Sicherheitsrates und der IAEO nicht erfüllt zu haben, was der Grund für die nun verhängten Sanktionen sei. Iran habe das Recht Forschung und die Produktion friedlich genutzter Atomenergie zu betreiben, müsse aber vollständig und transparent mit der IAEO zusammenarbeiten.
Der Außenminister Irans wies nach der Abstimmung vor dem Sicherheitsrat die Resolution zurück und kritisierte, dass mit der Resolution der Sicherheitsrat bereits das vierte Mal auf Betreiben einiger seiner ständigen Mitglieder das Gremium „missbraucht wurde, um eine ungesetzliche, unnötige und nicht zu rechtfertigende Maßnahme gegen das friedliche Atomprogramm der Islamischen Republik Iran zu verhängen“ und bezeichnete deswegen die Entscheidung des Sicherheitsrates als nicht durch die Charta gerechtfertigt. Iran sehe in der Resolution einen Verstoß gegen Artikel 25 der UN-Charta, der den Mitgliedsstaaten das Recht auf eigene Entwicklung und Weiterbildung einräumt.

## Umsetzung in europäisches Recht
Auf Grundlage der Resolution 1747 wurde der Gemeinsame Standpunkt 2007/140/GASP des Rates vom 27. Februar 2007 zu restriktiven Maßnahmen gegen den Iran verabschiedet.
Aufbauend auf diesen gemeinsamen Standpunkt und die Resolution 1747 hat der Rat die Verordnung (EG) Nr. 423/2007 des Rates vom 19. April 2007 über restriktive Maßnahmen gegen den Iran (sog. Iran-VO) verabschiedet.